# Ibn Abi Ishaq
ʿAbd Allāh ibn Abī Isḥāq al-Ḥaḍramī (in arabo عبد الله بن أبي اسحاق الحضرمي‎?; ... – 735) della Scuola di Baṣra, è considerato il primo grammatico della lingua araba.
Compilò una grammatica normativa riferita all'uso dell'arabo dei beduini, il cui linguaggio era considerato particolarmente "puro" (iʿrāb, aʿrāb). È anche considerato il primo studioso ad aver usato l'analogia linguistica in arabo.
Due allievi di Ibn Abī Isḥāq furono Harun ibn Musa e Abu 'Amr ibn al-'Ala', divennero referenti dalle scuole dei grammatici e dei linguisti di Kufa e di Baṣra.
Si dice che Ibn Abī Isḥāq fosse maggiormente versato nel campo delle regole grammaticali piuttosto che nell'analisi della parlata comune dell'arabo.
Il lavoro di Ibn Abī Isḥāq si crede sia stato maggiormente influente rispetto a quelli agli altri grammatici, in quanto viene citato sette volte da una somma autorità come Sibawayhi nella sua opera sulla grammatica araba.